# Seil
Seil (Schots-Gaelisch: Saoil) is een 1.329 hectare groot Schots eiland, gelegen in Oost Firth of Lorn, op 11 km van de stad Oban. Het eiland heeft circa 600 inwoners.
Het eiland wordt sinds 1792 verbonden met het vasteland door de Clachan Bridge, ook bekend als de Atlantic bridge.
Vanaf begin de jaren 1970 tot aan haar dood in 2004 woonde Frances Shand Kydd, de moeder van Diana, prinses van Wales, op het eiland, waar ze stierf.